# Бучиківський заказник
Бучи́ківський заказник — гідрологічний заказник місцевого значення. Об'єкт розташований на території Звенигородського району Черкаської області, квартал 45, виділ 1 Хлипнівського лісництва.
Площа — 8,4 га, статус отриманий 28 листопада 1979 року.
Охороняється болото з типовою рослинністю.